# Africa Movie Academy Award de la meilleure photographie
L'Africa Movie Academy Award de la meilleure photographie est un mérite annuel décerné par l'Africa Film Academy pour récompenser la meilleure utilisation de la caméra dans un film.
| Meilleure photographie | Meilleure photographie                                        | Meilleure photographie       | Meilleure photographie |
| Année                  | Film                                                          | Directeur de la photographie | Résultat               |
| ---------------------- | ------------------------------------------------------------- | ---------------------------- | ---------------------- |
| 2005                   | Abuja Connection (en)                                         |                              | Lauréat                |
| 2006                   | Tanyaradzwa (en)                                              |                              | Lauréat                |
| 2006                   | Day of Atonement                                              |                              | Nomination             |
| 2006                   | Rising Moon (en)                                              |                              | Nomination             |
| 2006                   | Family Battle                                                 |                              | Nomination             |
| 2006                   | Sofia                                                         |                              | Nomination             |
| 2006                   | My Mother's Heart                                             |                              | Nomination             |
| 2007                   | The Amazing Grace (en)                                        |                              | Lauréat                |
| 2007                   | Abeni                                                         |                              | Nomination             |
| 2007                   | Mokili                                                        |                              | Nomination             |
| 2007                   | Sitanda (en)                                                  |                              | Nomination             |
| 2008                   | White Waters (en)                                             |                              | Lauréat                |
| 2008                   | Run Baby Run (en)                                             |                              | Nomination             |
| 2008                   | Across the Niger (en)                                         |                              | Nomination             |
| 2008                   | Princess Tyra (en)                                            |                              | Nomination             |
| 2008                   | Mission to Nowhere                                            |                              | Nomination             |
| 2008                   | 30 Days (en)                                                  |                              | Nomination             |
| 2009                   | Cindy’s Note                                                  | Izu Ojukwu (en)              | Lauréat                |
| 2009                   | From a Whisper (en)                                           | Marius Van Graan             | Nomination             |
| 2009                   | Seventh Heaven                                                | Ramses Marzouk               | Nomination             |
| 2009                   | Gugu and Andile (en)                                          | Greg Heimann                 | Nomination             |
| 2009                   | Battle of the Soul                                            | Stephen Njero et Tony Matomi | Nomination             |
| 2010                   | Araromire                                                     |                              | Lauréat                |
| 2010                   | The Perfect Picture                                           |                              | Nomination             |
| 2010                   | I Sing of a Well                                              |                              | Nomination             |
| 2010                   | The Child                                                     |                              | Nomination             |
| 2010                   | The Tenant                                                    |                              | Nomination             |
| 2011                   | Viva Riva !                                                   |                              | Lauréat                |
| 2011                   | Sinking Sands (en)                                            |                              | Nomination             |
| 2011                   | Izulu Lami                                                    |                              | Nomination             |
| 2011                   | Maami                                                         |                              | Nomination             |
| 2011                   | Hopeville                                                     |                              | Nomination             |
| 2012                   | Otelo Burning (en)                                            |                              | Lauréat                |
| 2012                   | How to Steal 2 Million                                        | Nic Hofmeyr                  | Nomination             |
| 2012                   | Rugged Priest                                                 |                              | Nomination             |
| 2012                   | Masquerades                                                   |                              | Nomination             |
| 2012                   | Man on Ground                                                 |                              | Nomination             |
| 2013                   | Uhlanga the Mark (en)                                         |                              | Lauréat                |
| 2013                   | Virgin Magarida                                               |                              | Nomination             |
| 2013                   | Nairobi Half Life                                             |                              | Nomination             |
| 2013                   | Tourbillon à Bamako                                           |                              | Nomination             |
| 2013                   | The Twin Sword                                                |                              | Nomination             |
| 2013                   | Sherifa                                                       |                              | Nomination             |
| 2013                   | Elelwani                                                      |                              | Nomination             |
| 2014                   | The Forgotten Kingdom (en)                                    |                              | Lauréat                |
| 2014                   | Once Upon A Road Trip                                         |                              | Nomination             |
| 2014                   | Good Old Days: Love of AA                                     |                              | Nomination             |
| 2014                   | Of Good Report                                                |                              | Nomination             |
| 2014                   | The Children of Troumaron                                     |                              | Nomination             |
| 2015                   | Lonbraz Kann                                                  |                              | Lauréat                |
| 2015                   | Triangle Going to America                                     |                              | Nomination             |
| 2015                   | iNumber Number (en)                                           |                              | Nomination             |
| 2015                   | Run                                                           |                              | Nomination             |
| 2015                   | Timbuktu                                                      |                              | Nomination             |
| 2016                   | The Cursed Ones (en)                                          |                              | Lauréat                |
| 2016                   | Fifty (en)                                                    |                              | Nomination             |
| 2016                   | Ayanda (en)                                                   |                              | Nomination             |
| 2016                   | L'Œil du cyclone                                              |                              | Nomination             |
| 2016                   | Tell Me Sweet Something (en)                                  |                              | Nomination             |
| 2017                   | Le Dernier d'entre nous                                       |                              | Lauréat                |
| 2017                   | The Whale Caller                                              |                              | Nomination             |
| 2017                   | Félicité                                                      |                              | Nomination             |
| 2017                   | Vaya                                                          |                              | Nomination             |
| 2017                   | Un mile dans mes chaussures                                   |                              | Nomination             |
| 2018                   | Five Fingers for Marseilles                                   |                              | Lauréat                |
| 2018                   | The Road To Sunshine                                          |                              | Nomination             |
| 2018                   | The Lost Café                                                 |                              | Nomination             |
| 2018                   | The Blessed Vost                                              |                              | Nomination             |
| 2018                   | Siembamba                                                     |                              | Nomination             |
| 2019                   | Sew the Winter to My Skin (en)                                |                              | Lauréat                |
| 2019                   | Mabata Bata                                                   |                              | Nomination             |
| 2019                   | Mother, I Am Suffocating. This Is My Last Film About You (en) |                              | Nomination             |
| 2019                   | Redemption (en)                                               |                              | Nomination             |
| 2019                   | Rafiki                                                        |                              | Nomination             |
| 2019                   | The Delivery Boy                                              |                              | Nomination             |
| 2019                   | The Burial of Kojo                                            |                              | Nomination             |
| 2020                   | L'Indomptable Feu du printemps                                |                              | Lauréat                |
| 2020                   | The Ghost and House of Truth                                  |                              | Nomination             |
| 2020                   | The Fisherman's Diary                                         |                              | Nomination             |
| 2020                   | Knuckle City (en)                                             |                              | Nomination             |
| 2020                   | The Milkmaid                                                  |                              | Nomination             |
| 2020                   | 40 Sticks (en)                                                |                              | Nomination             |
| 2020                   | Desrances                                                     |                              | Nomination             |
| 2020                   | Gold Coast Lounge (en)                                        |                              | Nomination             |